# Giampaolo Pazzini
Giampaolo Pazzini (Pescia, 2 augustus 1984) is een Italiaans betaald voetballer die doorgaans als aanvaller speelt. Hij verruilde AC Milan in juli 2015 voor Hellas Verona. Pazzini debuteerde in maart 2009 in het Italiaans voetbalelftal.

## Clubcarrière
Pazzini professionele voetballoopbaan begon in de Serie B, bij Atalanta Bergamo. Hij speelde bij deze club van 2003 tot 2005. In het seizoen 2005/06 maakte hij de overstap naar Fiorentina. In januari 2009 vertrok hij naar Sampdoria. In de winter van het seizoen 2010/11 werd hij overgenomen door Internazionale. In zijn eerste wedstrijd scoorde hij twee keer en lokte hij een penalty uit. Hij stond in de basiself tijdens de finale van het dat jaar gewonnen toernooi om de Coppa Italia.
Op 22 augustus 2012 werd hij door AC Milan overgenomen, in een ruil waarbij ook Antonio Cassano betrokken was. Op 1 september 2012 maakte Pazzini zijn eerste goal voor AC Milan, in een uitwedstrijd tegen Bologna. In diezelfde wedstrijd  maakte hij tevens zijn eerste hattrick in het rood-zwarte shirt. Hellas Verona lijfde Pazzini in juli 2015 in nadat zijn contract bij Milan niet werd verlengd.

## Clubstatistieken
| Seizoen | Club             | Competitie       | Duels | Goals |
| ------- | ---------------- | ---------------- | ----- | ----- |
| 2003/04 | Atalanta Bergamo | Serie B          | 39    | 9     |
| 2004/05 | Atalanta Bergamo | Serie A          | 12    | 3     |
| 2004/05 | ACF Fiorentina   | Serie A          | 14    | 3     |
| 2005/06 | ACF Fiorentina   | Serie A          | 25    | 4     |
| 2006/07 | ACF Fiorentina   | Serie A          | 24    | 7     |
| 2007/08 | ACF Fiorentina   | Serie A          | 31    | 9     |
| 2008/09 | ACF Fiorentina   | Serie A          | 12    | 1     |
| 2008/09 | UC Sampdoria     | Serie A          | 19    | 11    |
| 2009/10 | UC Sampdoria     | Serie A          | 37    | 19    |
| 2010/11 | UC Sampdoria     | Serie A          | 19    | 6     |
| 2010/11 | Internazionale   | Serie A          | 17    | 11    |
| 2011/12 | Internazionale   | Serie A          | 33    | 5     |
| 2012/13 | AC Milan         | Serie A          | 30    | 15    |
| 2013/14 | AC Milan         | Serie A          | 18    | 2     |
| 2014/15 | AC Milan         | Serie A          | 26    | 4     |
| 2015/16 | Hellas Verona    | Serie A          | 30    | 6     |
| 2016/17 | Hellas Verona    | Serie A          | 35    | 23    |
| 2017/18 | Hellas Verona    | Serie A          | 19    | 4     |
| 2017/18 | → Levante UD     | Primera División | 9     | 1     |
| 2018/19 | Hellas Verona    | Serie A          | 29    | 12    |
| 2019/20 | Hellas Verona    | Serie A          | 5     | 2     |

## Interlandcarrière
Pazzini maakte deel uit van Italië –21. Hij maakte op 24 maart 2007 de eerste goal in het nieuwe Wembley Stadium in een wedstrijd tegen Engeland –21. Pazzini debuteerde op 28 maart 2009 in het Italiaans voetbalelftal. Hij mocht toen in de 59e minuut invallen voor Vincenzo Iaquinta in een met 0–2 gewonnen kwalificatiewedstrijd voor het WK 2010 in en tegen Montenegro. Hij behoorde een jaar later ook tot de Italiaanse selectie op het toernooi zelf. Hierop mocht hij één keer invallen, in de groepswedstrijd tegen Nieuw-Zeeland (1–1).

## Erelijst
| Competitie            |                |                |                |                |
| Competitie            | Aantal         | Jaren          |                |                |
| Internazionale        | Internazionale | Internazionale | Internazionale | Internazionale |
| --------------------- | -------------- | -------------- | -------------- | -------------- |
| Coppa Italia          | 1x             | 2010/11        |                |                |
| Italië -19            |                |                |                |                |
| Europees kampioen -19 | 1x             | 2003           |                |                |